# Tadeusz Kunda
Tadeusz Kunda (ur. 6 listopada 1927, zm. 7 listopada 2018) – polski działacz i publicysta katolicki, współzałożyciel Stowarzyszenia Effatha.

## Życiorys
Był współzałożycielem katolickiego stowarzyszenia prowadzącego działalność apologetyczno-ewangelizacyjną Effatha. Autor literatury katolickiej, a także wznawianej książki Pismo Święte przeczy nauce Świadków Jehowy, krytycznej wobec Świadków Jehowy. 
Zmarł 7 listopada 2018. Został pochowany 13 listopada 2018 na Starym Cmentarzu w Słupsku.

## Publikacje
- Odnalazłem zagubione owce („Apostolicum”, 1999, Ząbki; ISBN 83-7031-169-5)
- Pismo Święte przeczy nauce Świadków Jehowy (Kapłański Ruch Maryjny, Częstochowa, 1988; ISBN 83-7031-085-0 wspólnie z Heleną i Antonim Szczepańskimi)
- Spór o Boże imię („Apostolicum”, 1996, Ząbki; ISBN 83-7031-070-2)
- Strzeżcie się fałszywych proroków („Apostolicum”, 1996, Ząbki; ISBN 83-7031-067-2 wspólnie z Romualdem Kroplewskim)
- Wreszcie, synu, wróciłeś... tak czekałem! („Apostolicum”, 2002, Ząbki; ISBN 83-7031-303-5)
- Wróć... synu, wróć z daleka... („Michalineum”, Warszawa, 1995; ISBN 83-7019-126-6)
- Znak na słupskim krzyżu (Wydawnictwo ANTYK Marcin Dybowski, 2001; ISBN 83-87809-63-2 wspólnie z Ryszardem Królem)